# Silo de Rieux-Minervois
Le silo de Rieux-Minervois est un silo situé à Rieux-Minervois, en France.

## Localisation
Le silo est situé sur la commune de Rieux-Minervois, dans le département français de l'Aude.

## Historique
L'édifice est inscrit au titre des monuments historiques en 1963.